# Assiomi di Hilbert
Nel 1899, David Hilbert scrisse il suo Grundlagen der Geometrie, in cui dava una sistemazione assiomatica alla geometria euclidea.

## Gli assiomi

### Concetti primitivi
I concetti primitivi sono il punto, la retta, e il piano. Ci sono anche tre relazioni primitive:
- Contiene: un punto può essere contenuto in una retta o in un piano, ed una retta può essere contenuta in un piano;
- Stare in mezzo: un punto può stare in mezzo ad altri due;
- Congruenza, indicata con il simbolo "≡": angoli e segmenti possono essere congruenti.

Il segmento fra due punti A e B è definito l'insieme contenente sia i punti che stanno in mezzo tra A e B, sia A e sia B. 
Diciamo che dei punti sono allineati se sono contenuti in una retta, complanari se sono contenuti in un piano.

### I. Assiomi di collegamento
1. Due punti distinti dello spazio individuano una retta.
2. Ogni coppia di punti di una retta individua tale retta.
3. Tre punti non allineati dello spazio individuano un piano.
4. Qualsiasi terna di punti non allineati di un piano individua tale piano.
5. Se due punti di una retta giacciono su un piano tutti i punti della retta giacciono su quel piano.
6. Se due piani hanno un punto in comune avranno almeno un secondo punto in comune.
7. Ogni retta contiene almeno due punti, ogni piano contiene almeno tre punti non allineati.
8. Esistono almeno quattro punti che non giacciono sullo stesso piano.

### II. Assiomi di ordinamento
1. Se un punto A sta tra B e C, A sta anche tra C e B, ed i tre punti sono allineati
2. Dati due punti distinti A e B, esistono un terzo e un quarto punto C e D sulla retta passante per A e B tali che A sta tra C e B e B sta tra A e D
3. Dati tre punti distinti e allineati, ce n'è esattamente uno che giace tra gli altri due
4. (Assioma di Pasch). Siano dati tre punti A, B e C non allineati, contenuti in un piano p, ed una retta d contenuta in p non contenente nessuno dei tre punti A, B, C: se d contiene un punto del segmento AB, allora contiene anche un punto di uno dei due segmenti AC e BC.

### III. Assiomi di congruenza
1. Se A, B sono due punti di una retta a ed inoltre A' è un punto sulla stessa retta oppure su un'altra retta a', si può sempre trovare un punto B', da una data parte della retta a' rispetto ad A', tale che il segmento AB sia congruente, ovvero uguale, al segmento A'B'. In simboli: AB ≡ A'B'.
2. La relazione di congruenza tra segmenti è transitiva, cioè se A′B′ e A′′B′′ sono congruenti ad AB, allora A′B′ ≡ A′′B′′.
3. Siano AB e BC segmenti su una retta r privi di punti interni comuni, e siano A′B′ e B′C′ segmenti su una retta r′ privi di punti interni comuni. Se AB ≡ A′B′ e BC ≡ B′C′, allora AC ≡ A′C′.
4. Sia ABC un angolo e B'C' una semiretta, esistono e sono uniche due semirette B'D e B'E, tali che l'angolo DB'C' è congruente all'angolo ABC e l'angolo EB'C' è congruente all'angolo ABC.
5. La relazione di congruenza tra angoli è transitiva, cioè se A′B′C′ e A′′B′′C′′ sono congruenti ad ABC, allora A′B′C′ ≡ A′′B′′C′′.
6. (Primo dei criteri di congruenza dei triangoli[1]). Se per due triangoli ABC e A′B′C′ si ha che AB ≡ A′B′, AC ≡ A′C′, e l'angolo BAC ≡ all'angolo B′A′C′, allora tutto il triangolo ABC ≡ al triangolo A′B′C′.

Corollario del punto 1: ogni segmento è congruente a sé stesso.
Corollario del punto 4: ogni angolo è congruente a sé stesso.

### IV. Assioma delle parallele
1. (Postulato di Playfair): Dati una retta r, un punto A non in r, ed un piano p contenente entrambi, esiste al più una retta in p contenente A e non contenente nessun punto di r.

L'esistenza di almeno una retta per A che non interseca r può essere dimostrata e quindi non è necessaria in questo sistema assiomatico, se consideriamo una geometria euclidea. È necessario precisare che in una geometria sferica o ellittica le rette parallele non esistono, ma il postulato rimane corretto grazie alla sua formulazione.

### V. Assiomi di continuità
1. (Assioma di Archimede). Se AB e CD sono due segmenti qualsiasi, allora esiste sulla retta contenente AB una famiglia di punti A₁, A₂, …,An tali che i segmenti AA₁, A₁A₂, A₂A₃, …, An-1An, sono congruenti a CD e tali che B giace tra A e An.
2. (Assioma di completezza ). Ad un sistema di punti, rette e piani è impossibile aggiungere altri elementi geometrici in modo che il sistema così generalizzato formi una nuova geometria obbediente a tutti i venti assiomi precedenti. In altre parole gli elementi della geometria formano un sistema che non è suscettibile di estensione, ammesso che si considerino validi i venti assiomi del sistema assiomatico di Hilbert.